# Liste der Bodendenkmäler in Plößberg
Auf dieser Seite sind die Bodendenkmäler in dem Oberpfälzer Markt Plößberg zusammengestellt. Diese Tabelle ist eine Teilliste der Liste der Bodendenkmäler in Bayern. Grundlage ist die Bayerische Denkmalliste, die auf Basis des Bayerischen Denkmalschutzgesetzes vom 1. Oktober 1973 erstmals erstellt wurde und seither durch das Bayerische Landesamt für Denkmalpflege geführt wird. Die folgenden Angaben ersetzen nicht die rechtsverbindliche Auskunft der Denkmalschutzbehörde.

## Bodendenkmäler in Plößberg

### Bodendenkmäler in der Gemarkung Beidl
| Lage             | Objekt | Akten-Nr.     | Bild |
| ---------------- | --- | ------------- | ---- |
| Beidl (Standort) | Mittelalterlicher Burgstall Freienstein. | D-3-6139-0031 |      |
| Beidl (Standort) | Spätpaläolithische und mesolithische Freilandstation. | D-3-6139-0032 |      |
| Beidl (Standort) | Spätpaläolithische und mesolithische Freilandstation. | D-3-6139-0033 |      |
| Beidl (Standort) | Mesolithische Freilandstation, Siedlung der vorgeschichtlichen Metallzeiten, Wüstung des Früh- bis Hochmittelalters. | D-3-6139-0034 |      |
| Beidl (Standort) | Mittelalterliche Wüstung Voithsreuth. | D-3-6139-0035 |      |
| Beidl (Standort) | Spätpaläolithische und mesolithische Freilandstation. | D-3-6139-0039 |      |
| Beidl (Standort) | Spätpaläolithische und mesolithische Freilandstation. | D-3-6139-0040 |      |
| Beidl (Standort) | Wüstung des Hochmittelalters. | D-3-6139-0053 |      |
| Beidl (Standort) | Spätpaläolithische Freilandstation. | D-3-6139-0054 |      |
| Beidl (Standort) | Archäologische Befunde im Bereich der Katholischen Kirche Mariä-Himmelfahrt in Beidl, darunter die Spuren von Vorgängerbauten bzw. älteren Bauphasen, mit zugehörigem Friedhof und Friedhofsmauer sowie der Kapelle St. Leonhard und dem Leichenhaus, ehemals Wallfahrtskapelle Hl. Blut. | D-3-6139-0071 |      |
| Beidl (Standort) | Archäologische Befunde des mittelalterlichen Wirtschaftshofs der Burg Freienstein. | D-3-6139-0072 |      |
| Beidl (Standort) | Mesolithische Freilandstation. | D-3-6239-0004 |      |
| Beidl (Standort) | Mesolithische Freilandstation. | D-3-6239-0014 |      |
| Beidl (Standort) | Mesolithische Freilandstation. | D-3-6239-0015 |      |
| Beidl (Standort) | Mesolithische Freilandstation. | D-3-6239-0016 |      |

### Bodendenkmäler in der Gemarkung Hohenthan
| Lage                 | Objekt                                                          | Akten-Nr.     | Bild |
| -------------------- | --------------------------------------------------------------- | ------------- | ---- |
| Hohenthan (Standort) | Spätmittelalterliche und frühneuzeitliche Wüstung Kriegermühle. | D-3-6139-0077 |      |

### Bodendenkmäler in der Gemarkung Lengenfeld b.Tirschenreuth
| Lage                                  | Objekt                       | Akten-Nr.     | Bild |
| ------------------------------------- | ---------------------------- | ------------- | ---- |
| Lengenfeld b.Tirschenreuth (Standort) | Mittelalterlicher Burgstall. | D-3-6139-0001 |      |
| Lengenfeld b.Tirschenreuth (Standort) | Mittelalterliche Wüstung.    | D-3-6139-0066 |      |

### Bodendenkmäler in der Gemarkung Liebenstein
| Lage                   | Objekt | Akten-Nr.     | Bild |
| ---------------------- | --- | ------------- | ---- |
| Liebenstein (Standort) | Spätpaläolithische und mesolithische Freilandstation. | D-3-6139-0009 |      |
| Liebenstein (Standort) | Archäologische Befunde des Mittelalters und der frühen Neuzeit im Bereich der Katholischen Kirche St. Laurentius in Stein, darunter die Spuren von Vorgängerbauten bzw. älterer Bauphasen. | D-3-6139-0079 |      |
| Liebenstein (Standort) | Mesolithische Freilandstation. | D-3-6140-0010 |      |
| Liebenstein (Standort) | Archäologische Befunde im Bereich der mittelalterlichen Burgruine Liebenstein. | D-3-6140-0013 |      |
| Liebenstein (Standort) | Mesolithische Freilandstation. | D-3-6140-0022 |      |
| Liebenstein (Standort) | Spätpaläolithische Freilandstation. | D-3-6140-0023 |      |
| Liebenstein (Standort) | Mittelalterliche Wüstung. | D-3-6140-0055 |      |
| Liebenstein (Standort) | Frühneuzeitlicher Bestattungsplatz. | D-3-6140-0093 |      |

### Bodendenkmäler in der Gemarkung Plößberg
| Lage                | Objekt | Akten-Nr.     | Bild |
| ------------------- | --- | ------------- | ---- |
| Plößberg (Standort) | Mittelalterlicher Burgstall. | D-3-6239-0018 |      |
| Plößberg (Standort) | Archäologische Befunde des Mittelalters und der frühen Neuzeit im Bereich der Evangelisch-Lutherischen Pfarrkirche von Plößberg, ehemalige Simultanpfarrkirche St. Georg, darunter die Spuren von Vorgängerbauten bzw. älterer Bauphasen. | D-3-6239-0121 |      |
| Plößberg (Standort) | Untertägige Befunde im Bereich des ehemaligen Schlosses von Plößberg. | D-3-6239-0122 |      |

### Bodendenkmäler in der Gemarkung Schönficht
| Lage                  | Objekt                         | Akten-Nr.     | Bild |
| --------------------- | ------------------------------ | ------------- | ---- |
| Schönficht (Standort) | Mittelalterlicher Burgstall.   | D-3-6139-0008 |      |
| Schönficht (Standort) | Mesolithische Freilandstation. | D-3-6139-0038 |      |

### Bodendenkmäler in der Gemarkung Schönkirch
| Lage                  | Objekt | Akten-Nr.     | Bild |
| --------------------- | --- | ------------- | ---- |
| Schönkirch (Standort) | Mesolithische Freilandstation. | D-3-6239-0005 |      |
| Schönkirch (Standort) | Mittelalterlicher Burgstall mit der Evangelisch-Lutherischen Kirche von Schönkirch, ehemalige Schloss- bzw. Burgkapelle St. Michael, archäologische Befunde und Funde im Bereich des ehemaligen Schlosses, jetzt Katholischen Kirche St. Michael. | D-3-6239-0054 |      |

### Bodendenkmäler in der Gemarkung Tirschenreuth
| Lage                     | Objekt                                                | Akten-Nr.     | Bild |
| ------------------------ | ----------------------------------------------------- | ------------- | ---- |
| Tirschenreuth (Standort) | Spätpaläolithische und mesolithische Freilandstation. | D-3-6140-0027 |      |

### Bodendenkmäler in der Gemarkung Wildenau
| Lage                | Objekt                                                                                            | Akten-Nr.     | Bild |
| ------------------- | ------------------------------------------------------------------------------------------------- | ------------- | ---- |
| Wildenau (Standort) | Mesolithische Freilandstation.                                                                    | D-3-6239-0009 |      |
| Wildenau (Standort) | Archäologische Befunde im Bereich des ehemaligen Schlosses Wildenau, zuvor mittelalterliche Burg. | D-3-6239-0125 |      |